# Красный шар
«Красный шар» (фр. Le Ballon Rouge) — короткометражный кинофильм Альбера Ламориса (1956), затрагивающий темы детства и дружбы. Главную роль исполняет сын режиссёра, Паскаль. Удостоен «Золотой пальмовой ветви» Каннского кинофестиваля (1956) за лучший короткометражный фильм и премии «Оскар» (1957) за лучший оригинальный сценарий.

## Сюжет
Действие короткометражного фильма разворачивается в квартале Менильмонтан в Париже. Мальчик (роль которого исполняет Паскаль Ламорис, сын режиссёра) по дороге в школу находит большой красный воздушный шар, привязанный к столбу. Он отвязывает шар, идёт с ним в школу, просит служителя подержать шар во время уроков, а после этого возвращается домой, где его мама отбирает шар и выпускает его в окно. Мальчик обнаруживает, что шар, вместо того, чтобы улететь, остаётся у окна мальчика, а утром самостоятельно следует за ним в школу. Таким образом шар становится другом мальчика и следует за ним по улицам. Так, во время уроков шар ждёт с внешней стороны окна школы, за что мальчика выгоняют с урока и запирают в подсобном помещении. Позже его вместе с шаром выгоняют с церковной службы. На улице мальчик встречает девочку, несущую голубой шар, и красный шар чуть было не уходит за голубым, но всё же решает остаться. В конце фильма за мальчиком и шаром охотится уличная банда мальчиков. В конце концов им удаётся захватить шар и расстрелять его из рогатки. После этого все воздушные шары Парижа поднимаются в воздух, прилетают к мальчику и поднимают его над землёй. В финальной сцене фильма он летит над городом на связке шаров.

## В искусстве
По мнению В. Юсова, оператора короткометражного фильма «Каток и скрипка», который является дипломной работой Андрея Тарковского, история рождения этого фильма связана с фильмом Ламориса. Мотив «Красного шара» отзовётся также в дипломной работе А. Кончаловского «Мальчик и голубь» и в фильме Р. Хамдамова «Бриллианты». Эльдар Рязанов говорил, что этот фильм Ламориса для него был незабываемым и повлиял на его творчество: «Он привлекал нежностью, которой был пронизан, поэтичностью, очаровательным флёром, неповторимой аурой».
В 2007 году Хоу Сяо-Сен снял полнометражный фильм Путешествие красного шара (фр. Le voyage du ballon rouge) с Жюльет Бинош. Фильм, рассказывающий о жизни китайской студентки в Париже, основан на фильме Ламориса.